# Wall (Unix)
De unix utility wall wordt gebruikt om een boodschap naar de terminals van diverse gebruikers te sturen die op een systeem zijn ingelogd. De inhoud van zo'n bericht is van een file afkomstig, of van de standaard input. Hierbij is het mogelijk, het bericht enkel naar specifieke groepen gebruikers te sturen.
Bij systemen waarbij gewone gebruikers wall kunnen gebruiken, wordt de utility vaak misbruikt, veelal onbedoeld door gebruikers die ermee experimenteren of spelen. Om deze reden wordt het de gewone gebruiker vaak onmogelijk gemaakt hiervan gebruik te maken.